# Bastian Schulz
Pour les articles homonymes, voir Schulz.
Bastian Schulz est un footballeur allemand, né le 10 juillet 1985 à Hanovre en Allemagne. Il évolue comme milieu défensif.

## Carrière

### Clubs
| Saison    | Club           | Pays         | Championnat       | Coupes nationales | Coupes continentales |
| --------- | -------------- | ------------ | ----------------- | ----------------- | -------------------- |
| 2007-2008 | Hanovre 96     | Bundesliga   | 2 matchs          | -                 | -                    |
| 2008-2009 | Hanovre 96     | Bundesliga   | 21 matchs / 1 but | 1 match           | -                    |
| 2009-2010 | Kaiserslautern | 2.Bundesliga | 16 matchs / 1 but | 3 matchs          | -                    |
| 2010-2011 | Kaiserslautern | Bundesliga   | 3 matchs          | 1 match           | -                    |

Dernière mise à jour le 15 mai 2011

## Palmarès
- Kaiserslautern
  - Vainqueur de la Bundesliga 2 en 2010.